# Marcos Méndez
Pour les articles homonymes, voir Méndez.
Marcos Méndez, né à San Miguel le 26 septembre 1998, est un coureur cycliste argentin.

## Biographie
Marcos Méndez est originaire de San Miguel, dans la province de Buenos Aires. Il participe à des compétitions sur route mais aussi sur piste,. 
En 2016, il devient champion national du scratch chez les espoirs. Il se classe ensuite deuxième du championnat d'Argentine sur route espoirs en 2017. La même année, il commence à courir sur le territoire européen en prenant une licence au club Diputación de León. Bon sprinteur, il obtient diverses places d'honneur en Espagne. Il finit par ailleurs deuxième de La Bolghera en 2021. 
En 2022, il intègre l'effectif de l'UC Trevigiani en Italie. Toujours actif chez les amateurs, il se classe deuxième d'une étape du Tour de Vénétie. Il représente également l'Argentine aux Jeux sud-américains, disputés à Asuncion. Avec ses compatriotes, il décroche la médaille d'argent dans la poursuite par équipes. 

## Palmarès sur route
- 2017
  - Homenaje a José Velázquez
  - 2e du championnat d'Argentine sur route espoirs
- 2019
  - 2e du Trofeo San Antonio
- 2021
  - 2e de La Bolghera
- 2023
  - 3e et 4e étapes des 500 Millas del Norte
- 2024
  - QCW Spring Classic
  - Wilmington Grand Prix
  - Tour of High Bridge Criterium
  - Simon's Heart Conshy Classic
  - Bucks County Classic
  - 2e de la Clarendon Cup
- 2025
  - Giro del Sol San Juan :
    - Classement général
    - 1re et 3e étapes

  - 8e étape du Tour de Mendoza

## Palmarès sur piste

### Jeux sud-américains
- Asuncion 2022
  -  Médaillé d'argent de la poursuite par équipes

### Championnats panaméricains
- Asuncion 2025
  -  Médaillé de bronze de l'américaine (avec Rubén Ramos).

### Championnats nationaux
- 2016
  -  Champion d'Argentine de scratch espoirs